# Lonchura monticola
El capuchino alpino  (Lonchura monticola) es una especie de ave paseriforme de la familia Estrildidae endémica de Papúa Nueva Guinea.

## Descripción
Mide de 11 a 12 cm de largo. Es un pájaro pequeño de porte robusto, posee un distintivo pico grueso y cónico.
Su dorso, alas y cuello son de color marrón rojizo; el pecho y el vientre son de color blanco grisáceo. Incluso los laterales son blancos, con la presencia de bandas negras que se continúan en un semicírculo del mismo color a lo largo de la parte inferior del pecho. Su cara es una máscara negro que va desde la parte delantera de la garganta. Los ojos son de color marrón oscuro, las patas son grisáceas carnosa, el pico es gris plomizo.

## Distribución
Se encuentra únicamente en las montañas de la península papú, en el este de la isla de Nueva Guinea, donde habita en las praderas de altura en tropicales. Se estima su hábitat abarca entre 20.000 a 50.000 km².